# Convenio de Delimitación Marítima entre Colombia, Costa Rica y Ecuador
El Convenio de Delimitación Marítima es un tratado internacional limítrofe suscrito entre las repúblicas de Colombia, Costa Rica y Ecuador que definió mediante el consenso las fronteras marítimas de los tres países que, hasta entonces, no estaban enteramente definidas. Este tratado tuvo, entre sus particularidades, la creación de una frontera marítima entre Costa Rica y Ecuador que pasan a ser países limítrofes oficialmente por primera vez debido a la frontera marítima que se crea entre las islas Galápagos de Ecuador y la isla del Coco de Costa Rica, ambas patrimonio de la humanidad por su riqueza biológica y ambas sumamente alejadas del país al que pertenecen. El convenio fue previamente aprobado por los parlamentos de los respectivos países signatarios y firmado en Quito, Ecuador, por los cancilleres. La ceremonia de firma oficial se realizó por parte de los presidentes Juan Manuel Santos de Colombia, Luis Guillermo Solís de Costa Rica y Rafael Correa de Ecuador en Puerto Ayora, Galápagos. 